# Felálló iszalag
A felálló iszalag (Clematis recta) a boglárkavirágúak (Ranunculales) rendjébe, ezen belül a boglárkafélék (Ranunculaceae) családjába tartozó faj.

## Elterjedése
Főleg Dél- és Kelet-Európában elterjedt faj, Közép-Európában ritka. Meleg száraz hegyoldalak, cserjések lakója. Magyarországon többek közt a Gödöllői-dombság területén él, valamint a Mátrában is megtalálhatóak állományai.

## Jellemzői
Lágyszárú, évelő, az iszalagok között ritkaságszámba menően felálló szárú növény. 50–150 cm magasra nő meg. Szürkészöld levelei páratlanul szárnyaltak. Lepellevei kb. 1 cm hosszúak, szegélyük nemezszerűen molyhos. Július-augusztusban virágzik, igen illatos virágai 1–2 cm átmérőjűek, 4 szirmúak, krémes fehérek. Dekoratív termése aszmagtermés, melyen a megnyúlt bibék tollasan szőrösek.
A Raunkiær-féle életforma-osztályozás szerint hemikryptophyta.

## Hatóanyagai
Kis mennyiségben triterpén-szaponinokat, a friss növény protoanemonint tartalmaz.

## Felhasználása
A friss növény a bőrrel érintkezve irritációt, súlyosabb esetben gyulladást, hólyagosodást vált ki, belsőleg a vesére és a bélrendszerre izgató hatású. A száraz növényi részek ártalmatlanok. A homeopátiában a zöld részeket bőrkiütésekre, szemhéj-, illetve kötőhártya-gyulladásra adja, továbbá nyirokcsomó-duzzanat esetén.